# Chionographis japonica
Chionographis japonica är en nysrotsväxtart som först beskrevs av Carl Ludwig von Willdenow, och fick sitt nu gällande namn av Carl Maximowicz. Chionographis japonica ingår i släktet Chionographis och familjen nysrotsväxter. Inga underarter finns listade.

## Bildgalleri

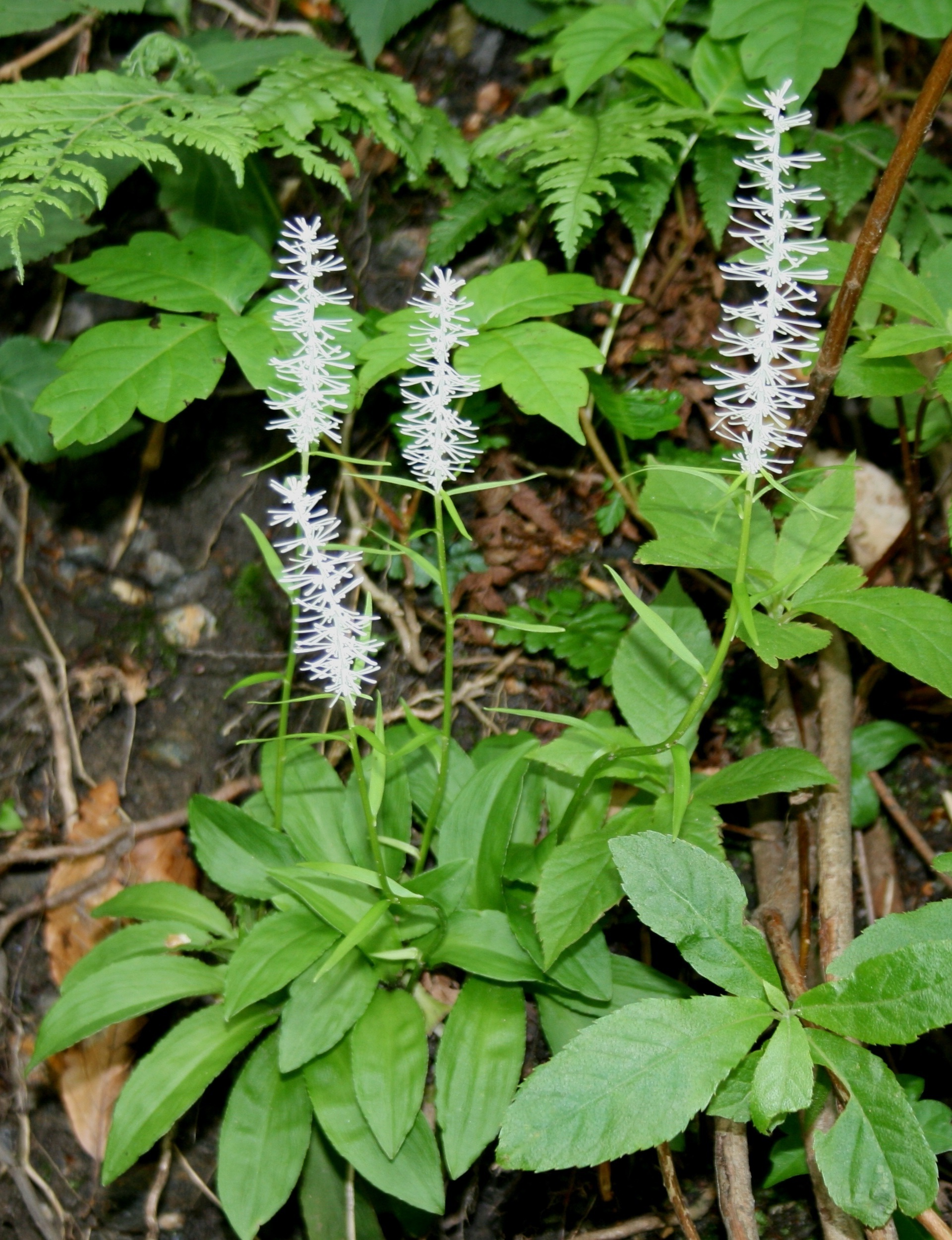
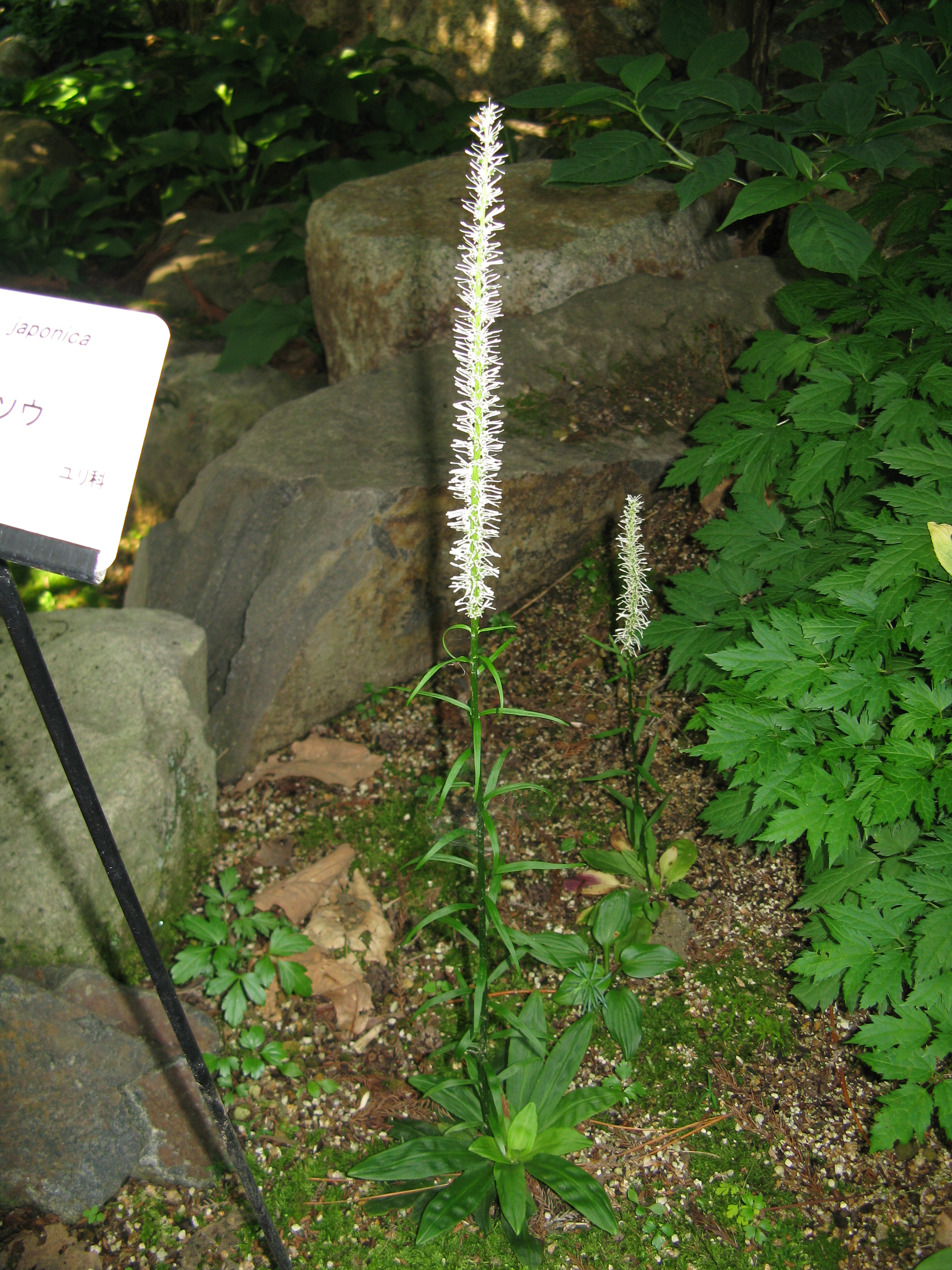
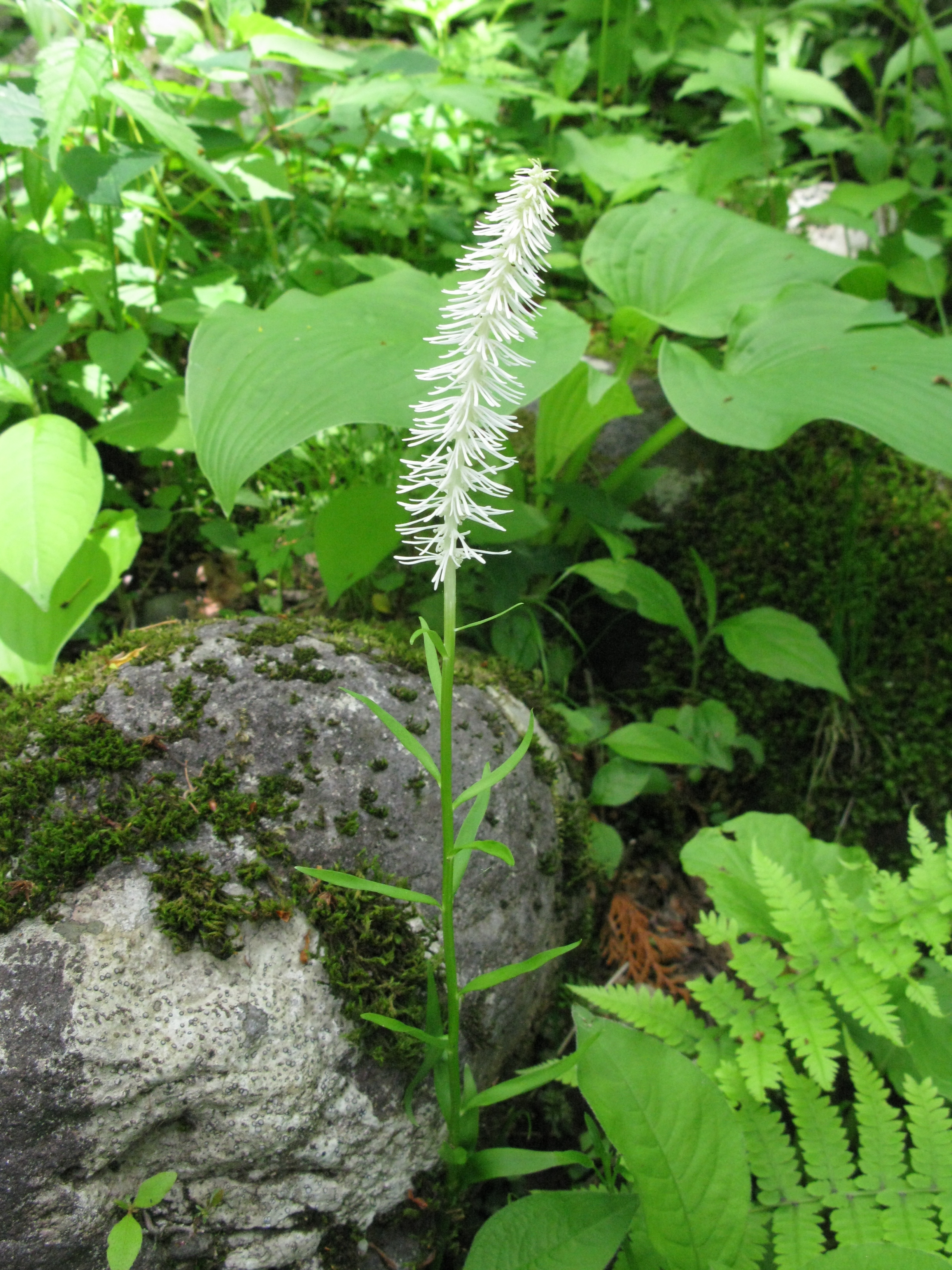
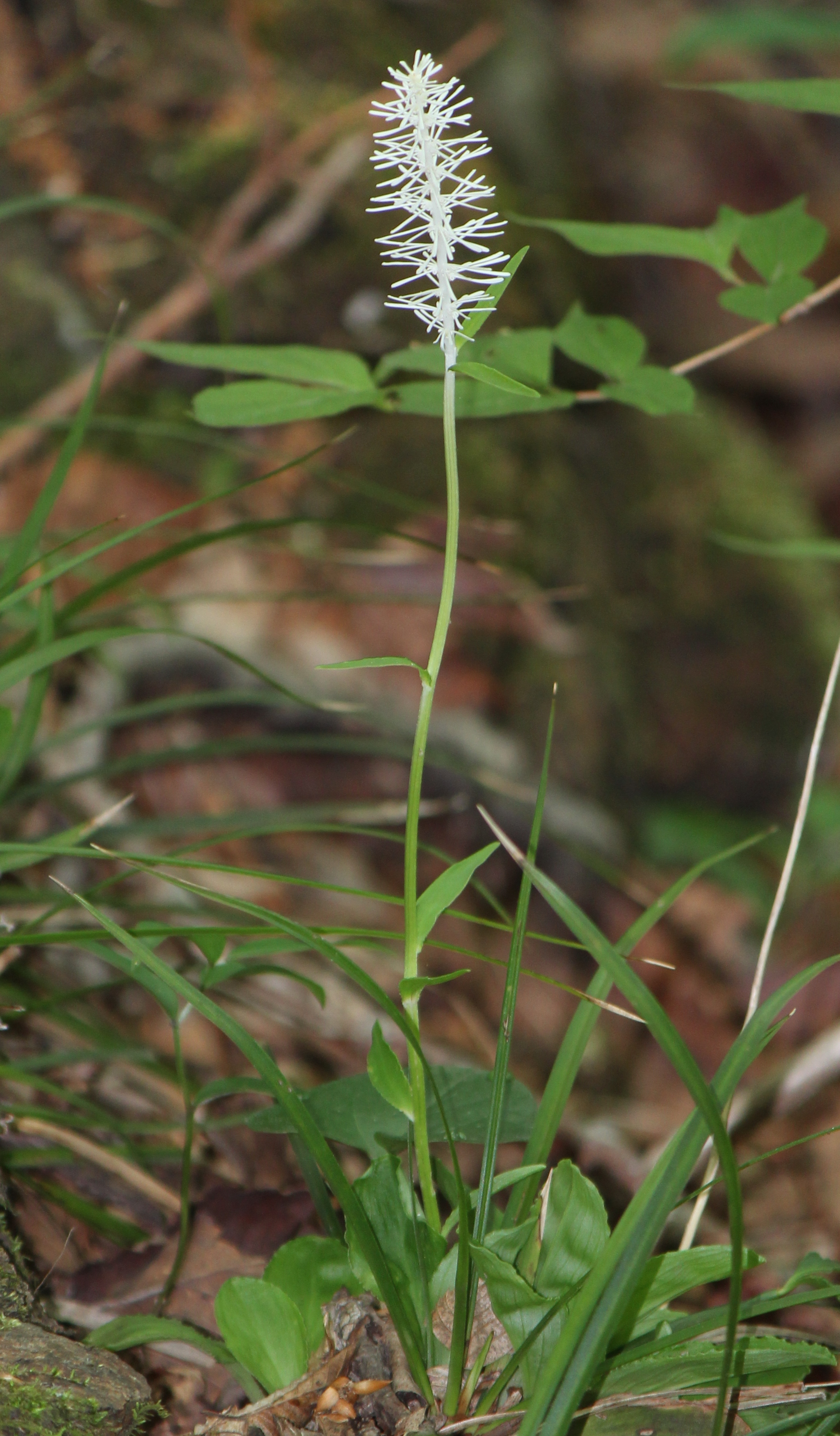
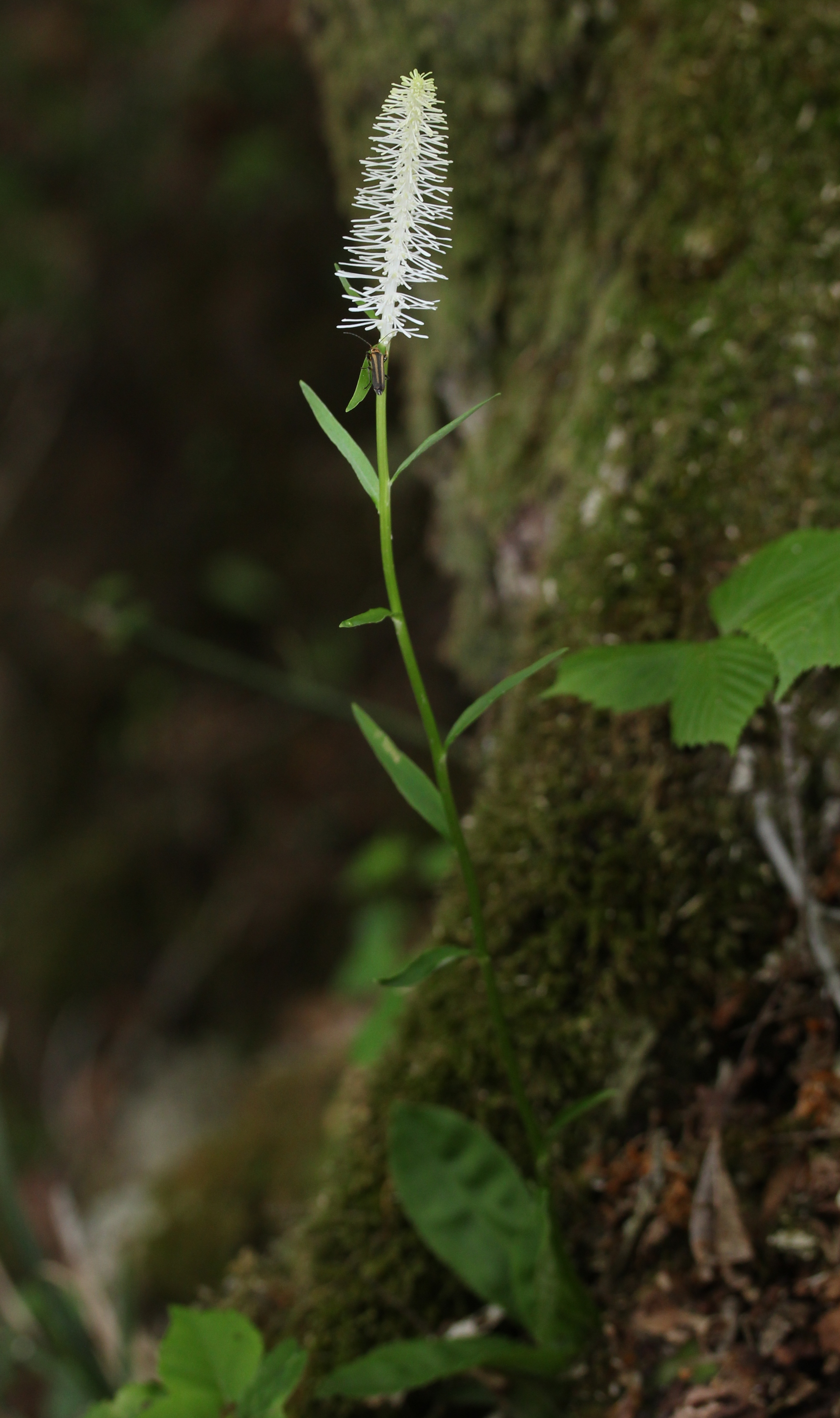
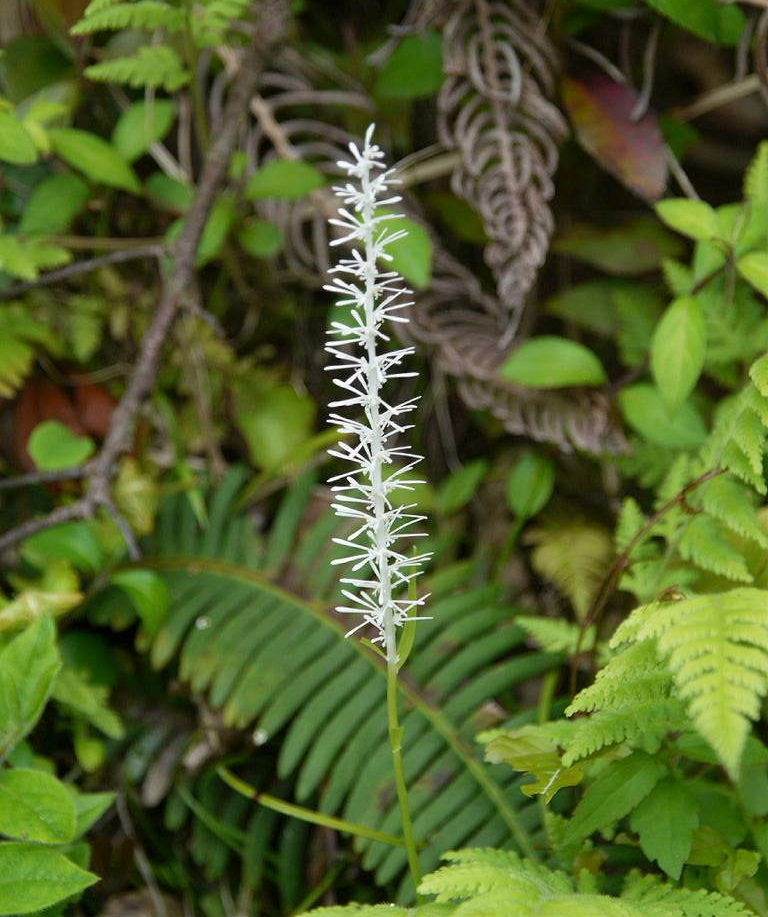